# 비올레타 파라
비올레타 델 카르멘 파라 산도발(스페인어: Violeta del Carmen Parra Sandoval, 1917년 10월 4일 ~ 1967년 2월 5일)은 칠레의 유명한 민속음악 가수이다. 그녀는 칠레의 민속음악을 재발견했으며, 누에바 깐시온(새 노래 운동)의 기반을 다졌다. 비올레타 파라의 음악은 칠레 뿐만 아니라 라틴 아메리카 전역에 영향을 끼쳤다. 칠레의 가수 이사벨 파라, 앙헬 파라의 어머니이기도 하다.

## 생애
칠레의 산 카를로스에서 태어나 어릴때부터 기타와 노래에 소질을 보였다. 아버지는 교사였고 악기도 잘 다루곤 했지만 가계에는 별로 도움이 되지 않았다. 가족중에 고등교육을 받은 사람은 오빠 니카노르 파라 뿐이었다. 1932년 수도 산티아고로 이주했으며 그곳에서 친척들과 함께 성장했다. 많은 형제들과 함께 거리에서 노래를 부르기도 했고 비올레타는 생계를 위해 계속 노래품을 팔며 성장했다.
1938년에 루이스 세레세다와 결혼하였다가 1948년에 이혼했다. 1952년에 큰 오빠 니카노르 파라의 후원으로 일종의 유랑극단에서 본격적으로 공연을 갖게 된다. 53년 오빠의 권유로 파라는 칠레의 전승 민요를 발굴하여 이를 바탕으로 한 노래를 불렀다. 이 노래들을 라디오 프로에서 방송하며 그녀는 칠레 전역에 알려지게 되었다. 군부 독재 치하에서 그녀는 노래를 통해 정치적 탄압에 저항하고 중남미의 민중들이 함께 연대하는 것을 모색하였다. 1954년에 폴란드 바르샤바에서 열린 청년축전에 초청되었다가 유럽순회공연까지 하게 된다. 이 시기 파리에서 음반을 녹음했을 뿐 아니라 칠레 민속을 소개하는 책을 발간하고 루브르 박물관에 자신의 공예품을 전시하는 등 다양한 문화활동을 진행했다. 1955년에는 칠레의 예술상인 카우폴리칸 상을 받았다.
1965년 이사벨 파라와 앙헬 파라가 산티아고 시내에 공연카페인 파라 페냐(Peña de los Parras)를 열었는데 그것이 성공적이었고 이후 누에바 깐시온의 터전이 되었다. 비올레타 파라는 유사한 공연장을 추가로 산티아고 외곽에 만들었는데 이것이 잘 되지 않았다. 1967년 2월 5일, 권총 자살로 삶을 마감하였다.
그녀는 이후 빅토르 하라, 인티 이이마니 등 누에바 깐시온 가수들에 의해 추앙되었고 특히 노래 Gracias a la vida는 메르세데스 소사와 존 바에즈 등이 불러 세계적으로 알려지게 되었다. 전기영화 천국에 간 비올레타 (Violeta se fue a los cielos, 2011)가 제작되었다.

## 디스코그래피
- Studio albums
- Chants et danses du chili. Vol. 1 (1956)
- Chants et danses du chili. Vol. 2 (1956)
- Violeta Parra, Canto y guitarra. El Folklore de Chile, Vol. I (1956)
- Violeta Parra, acompañada de guitarra. El Folklore de Chile, Vol. II (1958)
- La cueca presentada por Violeta Parra: El Folklore de Chile, Vol. III. (1958)
- La tonada presentada por Violeta Parra: El Folklore de Chile, Vol. IV. (1958)
- Toda Violeta Parra: El Folklore de Chile, Vol. VIII (1960)
- Violeta Parra, guitare et chant: Chants et danses du Chili. (1963)
- Recordandeo a Chile (Una Chilena en París). (1965)
- Carpa de la Reina (1966)
- Las últimas composiciones de Violeta Parra (1967)

## 관련 논문
- 황수현, 〈비올레타 파라(Violeta Parra) 노래시의 파토스〉, 《세계문학비교연구》 76, 세계문학비교학회, 2021년

## 같이 보기
- 누에바 깐시온
- 메르세데스 소사
- 빅토르 하라